# Irving Reis
Irving Reis auch Irving G. Reis (* 7. Mai 1906 in Manhattan, New York City, New York; † 3. Juli 1953 in Woodland Hills, Los Angeles, Kalifornien) war ein US-amerikanischer Filmregisseur, Drehbuchautor, Kameramann und Radioprogramm-Produzent. Unter seiner Regie entstanden Filme wie So einfach ist die Liebe nicht, Alle meine Söhne, Betrogene Jugend, Entscheidung am Fluß oder Das Himmelbett.

## Leben und Karriere
Irving Reis wurde 1906 an der Ostküste der Vereinigten Staaten geboren. Seine Ausbildung erhielt der gebürtige Lower East Side New Yorker an öffentlichen Schulen im Großraum New York und an der Columbia University. 1922 begann er seine Filmausbildung als Kameramann bei Regisseur Jess Robbins. Während der 1920er Jahre folgten weitere Arbeiten für Regisseure wie Hunt Stromberg und Charles Reisner. 1925 gab er sein Spielfilmdebüt als Regisseur mit dem Film The Business of Love, einer Komödie mit Edward Everett Horton, Barbara Bedford und Zasu Pitts in den Hauptrollen.
Mitte der 1930er Jahre avancierte Reis zum Gründer und Direktor des experimentellen Programms in der Radio-Anthologie des Columbia Workshops bei der CBS. Als Pionier im Bereich des Hörspiels, war Reis gleichzeitig Schöpfer und mehrere Jahre der Betreuer der Columbia Werkstatt, die im Juli 1936 ihren Sendebetrieb aufnahm und zehn Jahre ambitionierte Programme ausstrahlen sollte. Unter den vielen talentierten Workshop-Mitarbeitern befanden sich Persönlichkeiten wie Archibald MacLeish, Norman Corwin, der Komponist Bernard Herrmann oder Orson Welles.
Später, gegen Ende der 1930er Jahre, schrieb und verkaufte Irving Reis dann auch eigene Drehbücher und Geschichten an andere Regisseure. 1940 stieg Reis schließlich selbst bei RKO Radio Pictures, einem jungen Filmunternehmen in Hollywood ein, das mit vielen Radioveteranen besetzt wurde. Schnell avancierte Reis vom Drehbuchautoren zum ernsthaften Filmemacher. Das Drama One Crowded Night läutete den Beginn einer produktiven Schaffensperiode, einschließlich der ersten drei Falcon-Filme ein, die 1942 mit dem romantischen Filmdrama The Big Street, einer Adaption von Damon Runyons Roman mit der Besetzung Henry Fonda und Lucille Ball, einen ersten Höhepunkt fand und nur kurzzeitig unterbrochen wurde, als Reis 1943 seinen Dienst in der Armee im Zweiten Weltkrieg leisten musste.
Nach dem Krieg knüpfte er nahtlos an seine vorherige Filmkarriere an und inszenierte 1947 mit So einfach ist die Liebe nicht eine erfolgreiche Komödie mit Cary Grant, Myrna Loy und dem Kinderstar Shirley Temple in den Hauptrollen. 1948 folgte dann die Verfilmung von Arthur Millers Stück Alle meine Söhne ein Filmdrama mit Edward G. Robinson und Burt Lancaster. Im selben Jahr führte er auch Regie bei der Filmproduktion Betrogene Jugend, mit David Niven und Teresa Wright. Ein Jahr später drehte er mit Farley Granger, Joan Evans und Charles Bickford Entscheidung am Fluß ein weiteres Drama für die Samuel Goldwyn Company.
Mit Meister der Musik führte er 1951 erstmals auch bei einem musikalischen Dokumentarfilm die Regie. Im gleichen Jahr entstand auch der Western Der Todesfelsen von Colorado in der Besetzung Lew Ayres und Marilyn Maxwell.
1952 sollte Reis dann seinen letzten Film Das Himmelbett für die Leinwand nach einem Lustspiel von Jan de Hartog inszenieren. Es spielten Hollywood-Star Rex Harrison und an seiner Seite Lilli Palmer. Weitere Filmarbeit ließ sein angeschlagener und sich stetig verschlechternde Gesundheitszustand nicht mehr zu.
Am 3. Juli 1953 verlor Irving Reis den Kampf gegen den Krebs. Er verstarb 47-jährig in Woodland Hills im Bundesstaat Kalifornien.
Reis hinterließ seine Frau Vanessa und drei Kinder, von denen das jüngste erst wenige Monate zuvor geboren wurde, während Reis sich noch in der Mayo Clinic in Rochester, Minnesota aufhielt.

## Auszeichnungen
Ihm zu Ehren befindet sich 6912 Hollywood Blvd. auf dem Hollywood Walk of Fame ein Stern für Irving Reis.

## Filmografie (Auswahl)

### Filmregisseur
- 1932: Trout Fishing
- 1940: One Crowded Night
- 1940: I'm Still Alive
- 1941: Footlight Fever
- 1941: Weekend for Three
- 1941: The Gay Falcon
- 1942: A Date with the Falcon
- 1942: The Falcon Takes Over
- 1942: The Big Street
- 1943: Hitler's Children
- 1946: Crack-Up
- 1947: So einfach ist die Liebe nicht (The Bachelor and the Bobby-Soxer)
- 1948: Alle meine Söhne (All My Sons)
- 1948: Betrogene Jugend (Enchantment)
- 1949: Entscheidung am Fluß (Roseanna McCoy)
- 1949: Dancing in the Dark
- 1951: Meister der Musik (Of Men and Music)
- 1951: Three Husbands
- 1951: Der Todesfelsen von Colorado (New Mexico)
- 1952: Das Himmelbett (The Four Poster)

### Drehbuchautor (Auswahl)
- 1938: Time Out for Murder
- 1938: King of Alcatraz
- 1939: Überfall im Chinesenviertel (King of Chinatown)
- 1939: Grand Jury Secrets
- 1944: Gambler's Choice
- 1952: The Unexpected (Fury and Sound) (1 TV-Folge)

### Kameramann
- 1922: Too Much Business
- 1923: Breaking Into Society
- 1925: The Business of Love